# ВЛ22
ВЛ22 (Владимир Ленин, осевая нагрузка 22 тс, изначально См — Сурамский модернизированный) — советский электровоз постоянного тока. Выпускался с 1938 по 1941 гг.. Послужил основой для электровоза ВЛ22м — первого советского крупносерийного электровоза.

## История
В 1930-х годах необходимость пополнения парка локомотивами, пригодными для обслуживания электрифицированных участков железных дорог со сложным профилем, послужила причиной разговоров о целесообразности прекращения выпуска электровозов ВЛ19 и постройке нового типа электровозов с рекуперативным торможением на базе локомотивов сурамского типа (СС). Основными доводами в пользу прекращения производства ВЛ19 были: недостаточная механическая прочность рам тележек и невозможность установки оборудования рекуперативного торможения.
В первой половине 1938 года заводы «Динамо» и Коломенский паровозостроительный начали рабочее проектирование модернизированного электровоза серии СС. Практически полной переработке подверглась конструкция кузова, были изменены отдельные детали тележек. Новое электрооборудование и схемы электроцепей разрабатывались заводом «Динамо». Решено было сохранить тяговые электродвигатели ДПЭ-340, выполнив электродвигатели вспомогательных машин уже для работы непосредственно с напряжением 3000 В. Контроллеры машиниста устанавливались такие же, как на электровозах серии СК.
В сентябре 1938 года был изготовлен электровоз, обозначенный сначала СМ22-22 (электровоз сурамского типа модернизированный, первые 22 обозначали нагрузку на рельсы от движущей колесной пары в тонно-силах, вторые 22 — порядковый номер в серии СС). Однако вскоре по указанию НКПС обозначение серии было заменено на ВЛ (Владимир Ленин). Электровозу был присвоен номер 146, как продолжение нумерации серии ВЛ19.

## Серийный выпуск и эксплуатация
Всего до 1941 года было построено 37 электровозов серии ВЛ22:
- 1938 год — 6
- 1939 год — 17
- 1940 год — 9
- 1941 год — 5

В ходе выпуска в конструкцию вносился ряд изменений, таких как конструкция зубчатого колеса (в связи с обнаружением большого числа трещин осей при эксплуатации электровозов серии ВЛ19), аккумуляторной батареи, установка нового типа пантографов. Благодаря удобному расположению оборудования, более совершенной схеме соединения тяговых электродвигателей и цепей управления, агрегатному принципу монтажа аппаратов и новым вспомогательным машинам электровоз ВЛ22 стал лучшим среди отечественных грузовых электровозов довоенной постройки.
Электровозы ВЛ22 заменили на Закавказской железной дороге локомотивы серии ВЛ19. При ремонтах в 1960-е годы электровозы подвергались модернизации: их оборудовали по схеме электровоза ВЛ19-28 с соответствующей заменой части электроаппаратуры.
Работали электровозы серии ВЛ22 на Закавказской и Пермской железных дорогах. Большинство этих локомотивов было исключено из инвентаря в 1977—1980 гг.
По состоянию на 2017 год как минимум один экземпляр ВЛ22 продолжает эксплуатироваться в Челябинске

## Электровозы ВЛ-22 в культуре

### На почтовых марках

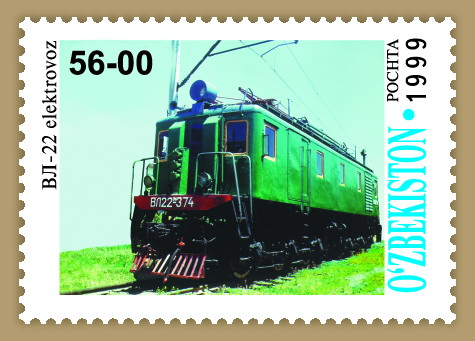
ВЛ-22 на узбекистанской почтовой марке